# Smith & Wesson Bodyguard .38

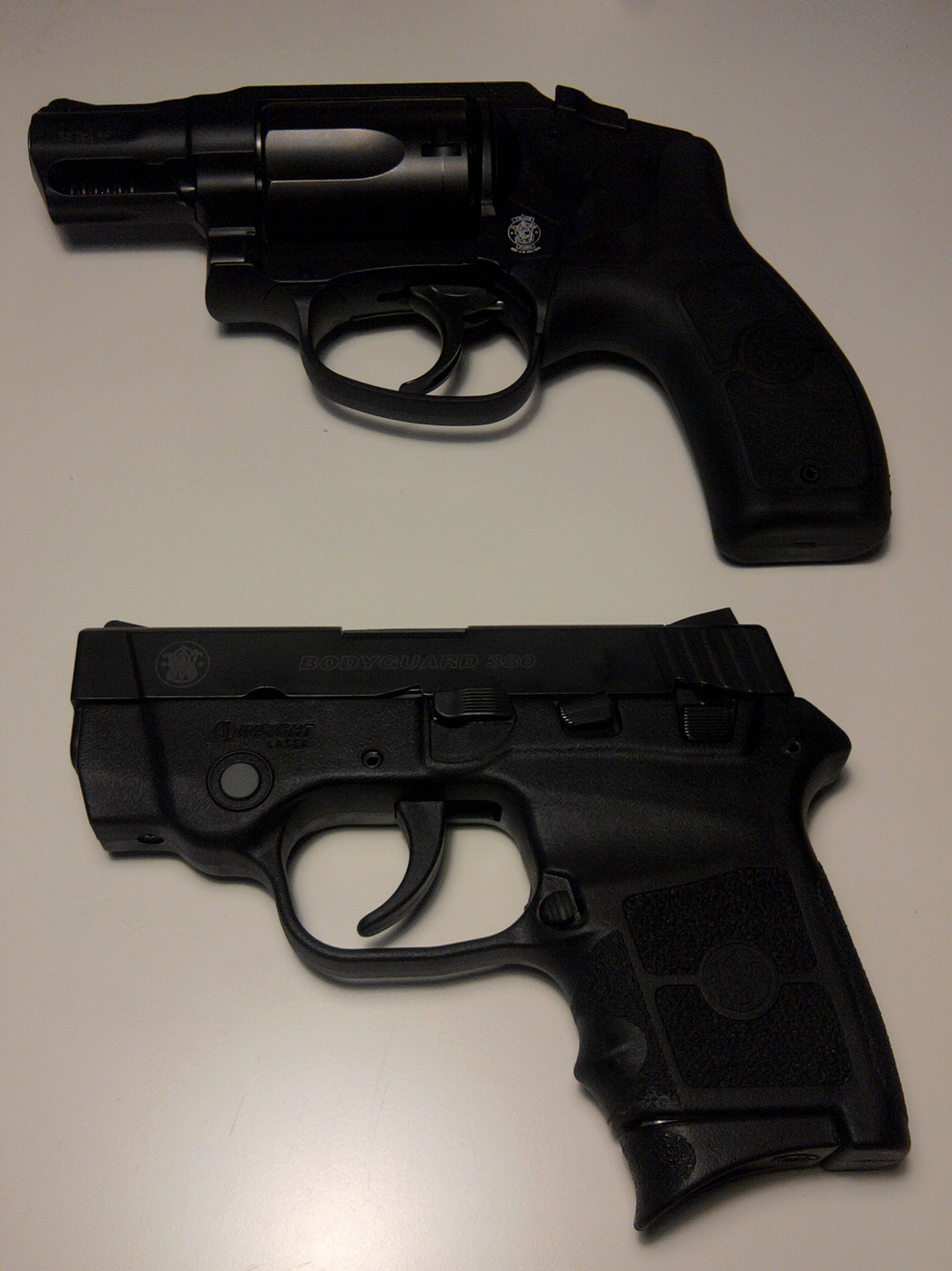
Le très compact et moderne Smith & Wesson Bodyguard .38 au-dessus du Smith & Wesson Bodyguard .380.

Version moderne  du S&W Model 38, le Smith & Wesson Bodyguard .38 est un revolver léger et compact conçu comme une arme de police et de défense personnelle.

## Technique
- Pays d'origine :  États-Unis
- Fabricant : Smith & Wesson
- Type: Revolver construit en polymère, en alliage d’aluminium et acier.
- Platine : Double action seulement
- Munition  :  .38 Special
- Masse à vide : 0.41 kg
- Longueur : 16,8 cm
- Canon : 4,8 cm
- Capacité du barillet : 5 coups

## Le Bodyguard .38 dans la culture populaire
Ces revolvers à l’aspect ultramoderne sont apparus dans plusieurs séries télévisées américaines des années 2010, notamment dans Chase, Jon Benjamin Has a Van et la saison 2 de Banshee.